# Dakkari
Dakkari är ett berg i Djibouti.   Det ligger i regionen Tadjourah, i den centrala delen av landet, 60 km nordväst om huvudstaden Djibouti. Toppen på Dakkari är 1 119 meter över havet.
Terrängen runt Dakkari är huvudsakligen kuperad, men den allra närmaste omgivningen är platt. Runt Dakkari är det mycket glesbefolkat, med 7 invånare per kvadratkilometer. Det finns inga samhällen i närheten. Trakten runt Dakkari är ofruktbar med lite eller ingen växtlighet.